# Пі-радикал
π-радикал. пі-радикал (рос. пи-радикал, англ. pi-radical) — радикал, в якому неспарений електрон є локалізованим в основному на 2р- чи π-орбіталі. Напр., етильний СH3C• H2, бензильний С6H5C• H2, алільний СH2=CHC• H2 радикали.